# Ford Maverick
El Ford Maverick es un automóvil de turismo producido por Ford Motor Company de 1969 a 1977, que obtuvo un gran éxito en su país de origen. Es un vehículo compacto fabricado y comercializado originalmente con una carrocería de dos puertas que empleaba una plataforma de tracción trasera original del Falcon de 1960 y, posteriormente, como un sedán de cuatro puertas sobre la misma plataforma. El Maverick sustituyó al Falcon en la mayor parte del mundo, pero Australia siguió vendiendo y desarrollando el Falcon.
El Maverick también se fabricó en Venezuela, Canadá, México y, de 1973 a 1979, en Brasil.

## Historia
A finales de los años 60, aún antes de la crisis del petróleo de 1973, Ford de los Estados Unidos buscaba un coche compacto, barato y económico -por lo menos para los patrones del país- que pudiese hacer frente a la creciente demanda de coches europeos y japoneses. El modelo compacto que la firma tenía hasta entonces, el Falcon, no era tan compacto como se requería y ya estaba obsoleto. Aún más después de que la propia fábrica lanzó el moderno y muy exitoso Mustang en 1964.
El nombre de «Maverick» se deriva de la palabra rebelde relacionada con los animales salvajes, y el emblema del coche se basa en un cráneo de vaca de cuernos largos. El 17 de abril de 1969 el Maverick fue lanzado al mercado y hasta 1977 fue producido en Los Estados Unidos, y vendido en Canadá y México. La Ford lo presentó como el coche ideal para jóvenes parejas, o como el segundo coche del hogar. Con la idea de ser barato de fabricar y mantener. El estilo fue claramente copiado del Mustang, más suavizado. El éxito fue inmediato y ya en el primer año fueron vendidas 579.000 unidades, una marca superior inclusive que la del propio Mustang. Cabe mencionar que el Mustang tiene el récord con 105.000 unidades vendidas solamente el primer mes. El Maverick fue originalmente concebido y comercializado como un subcompacto «caza de importación», destinado a luchar con el Volkswagen Tipo 1 y nuevos rivales japoneses. El compacto Falcon, que ofrecía Ford desde 1960, había visto sus ventas diezmadas por la introducción del Mustang en 1964, y a pesar de un rediseño en 1966, fue incapaz de cumplir con las próximas normas federales de medio ambiente de vehículos a motor que entraban en vigor el 1 de enero de 1970. En consecuencia, el Falcon se descontinuó a mediados de 1970 y el Maverick lo sustituía y se posicionaba como vehículo compacto de entrada de Ford.
Luego vinieron otras versiones, con aspecto deportivo o de lujo y motorizaciones diferentes, como los Maverick Sprint y Grabber. En 1971 otra marca del grupo Ford, la Mercury, lanzó el Comet, que básicamente era el mismo Maverick con trompa y cofre diferentes. Los dos modelos lograron el mismo éxito, incluso después del estallido de la crisis del petróleo, en 1973. A pesar de que en este período se hizo evidente la necesidad de coches aún más económicos. Los dos modelos fueron producidos, con pocas modificaciones, hasta 1977.
En el momento de su introducción, los colores de pintura exterior se bautizaron con juegos de palabras, como "Anti-Establish Mint", "Hulla Blue", "Original Cinnamon", "Freudian Gilt" y "Thanks Vermillion", junto con nombres más típicos como jade negro, champán dorado, gulfstream aqua, amarillo meadowlark, azul Brittany, oro lima, azul Dresden, negro cuervo, blanco Wimbledon y rojo candyapple.
En la primera mitad de la producción del modelo de 1970, se ofrecían dos opciones de motor, un seis cilindros en línea de 105 CV (78 kW) y 170 cu in (2.800 cc) y un seis cilindros en línea de 200 cu in (3.300 cc) y 120 CV (89 kW). A mediados de año se añadió un seis cilindros en línea de 4.100 cc.
En el modelo de 1970, sólo el seis cilindros en línea de 2.800 cc (170 cu in) tenía la opción de una caja de cambios semiautomática de 3 velocidades.
Los anuncios y la publicidad comparaban el Maverick, con un precio de 1.995 $, con el Volkswagen Beetle más pequeño, que costaba unos 500 $ menos. El Pinto fue más tarde el principal competidor de Ford contra el Beetle en la categoría de los subcompactos, al tiempo que competía en ese segmento con los subcompactos Chevrolet Vega y AMC Gremlin, recién llegados al mercado en aquella época.
Los primeros Mavericks tenían volantes de dos radios con aros parciales de bocina, también presentes en otros Ford de 1969, mientras que a finales de 1969 la producción cambió a volantes revisados sin aros de bocina. Además, los primeros modelos ubicados el interruptor de encendido en el panel de instrumentos, mientras que los coches construidos después del 1 de septiembre de 1969, tenían los interruptores de encendido montados en las columnas de dirección de bloqueo, al igual que todos los demás Ford 1970 en cumplimiento de un nuevo mandato federal de seguridad que entró en vigor con el año modelo 1970.

## El Maverick Mexicano
Cabe señalar que el único Maverick mexicano sin equivalente en Estados Unidos fue la versión de Shelby desarrollada por la empresa Shelby de México, que en ese entonces era propiedad de Eduardo Velázquez. Este hombre de negocios representante de la empresa de autopartes de Carrol Shelby en México preparó diferentes versiones de Mustang, vendió numerosas piezas del catálogo Shelby en México.
Disponía de partes de aluminio para mejorar el rendimiento del motor, rines de aleación especiales Shelby, un cofre con una toma de aire elevada, un tacómetro exterior montado en la aleta delantera izquierda, a la altura de la mitad del cofre. Además, Shelby de México solamente modificó unas 300 unidades del Maverick dotado con un V8 de 302 y 289 pulgadas cúbicas (4,9 y 4,7 L). Estaba disponible tanto en 4 como en 2 puertas. Simplemente era una versión de alto rendimiento del Mustang Boss 302 de 1969 y 1970. Este Maverick equipaba un V8 de 302 pulgadas cúbicas (4,9 L) con 300 HP (304 CV; 224 kW), convirtiéndolo en el auto más rápido de México y que podría superar al Valiant SuperBee con un V8 de 318 pulgadas cúbicas (5,2 L).[cita requerida] Este Maverick a diferencia de los otros modelos, tenía la misma cilindrada, ya que se le instalaron pistones forjados y bielas más ligeras y las cabezas de alta compresión porteadas con un árbol de levas de mayor duración.

## Evolución del Maverick
El estilo del Maverick presentó un cofre largo, techo aerodinámico y cajuela corta popularizada por el Mustang, en un chasis con 103 pulgadas (2600 mm) de distancia entre ejes para el dos puertas y 109.9 pulgadas (2791 mm) para el cuatro puertas introducido en 1971, y contó con sencillas y económicas de fabricar ventanas traseras laterales en lugar de ventanas deslizables.

### 1970

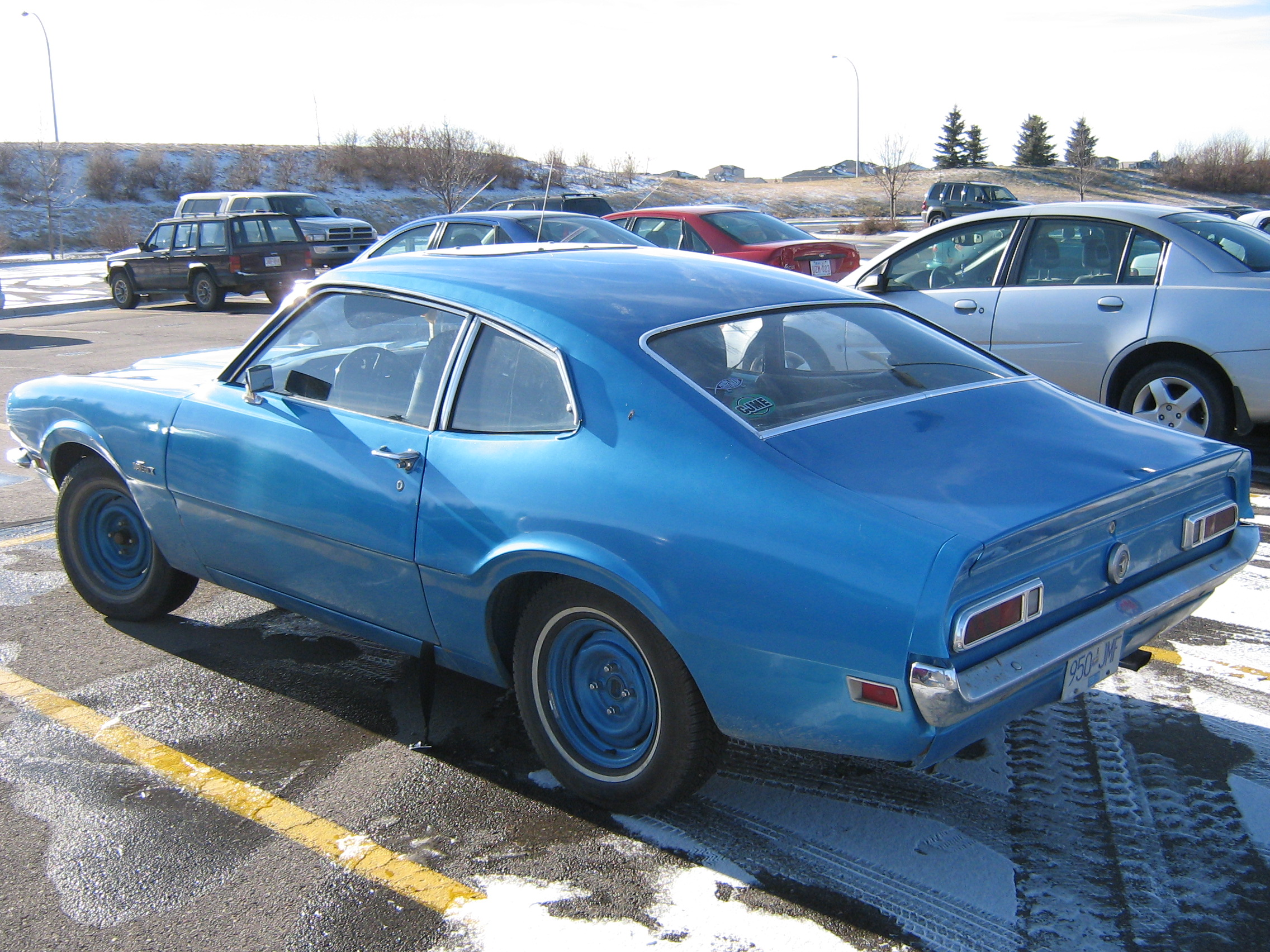
Uno de los primeros Maverick.

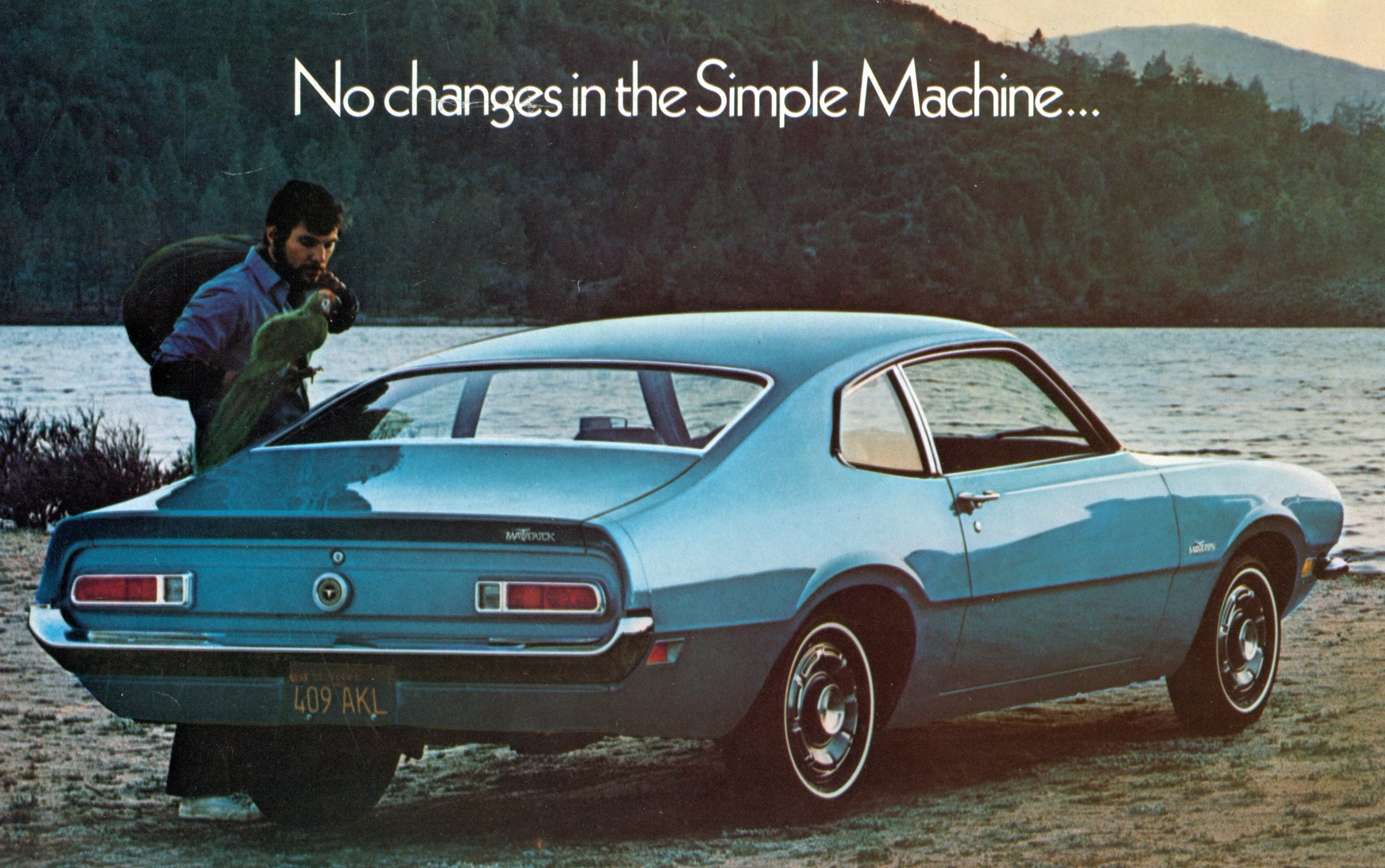
Modelo 1970.

El Maverick, un modelo de introducción de mediados de 1969, estaba de vuelta para 1970. Se vuelve a utilizar un chasis de Falcón y motor de seis cilindros de 170 pulgadas cúbicas y solo llegó como un sedán de dos puertas. La demanda de los clientes fue tanta durante 1969 que los ejecutivos de Ford deciden dejarlo igual para 1970.

#### Interior
La simpleza de los interiores es lo que hace que el valor del auto sea asequible para la gente adecuado con asientos de butaca solicitados en vinilo o tela; un panel de indicadores bastante simple el cual contaba con velocímetro e indicador de combustible y luces emergentes como el amperaje, combustible y parking; También estaba adecuado con radio AM de la marca Philco; así mismo contaba con un revistero en la parte inferior del tablero para colocar pertenecías, al igual estaba dotado de un defroster que podía ser controlado del lado izquierdo del conductor al igual que los controles de luces y limpiaparabrisas. 

#### Motores
- Válvulas a la cabeza. Bloque de hierro fundido. Desplazamiento: 170 pulgadas cúbicas. Diámetro y carrera: 3.50 x 2.94 pulgadas. Relación de compresión: 9.0:1. Potencia: 105hp a 4400 rpm. Carburador: Holley de una garganta. Siete cojinetes principales. Número de serie código U.
- Válvulas a la cabeza. Bloque de hierro fundido. Desplazamiento: 200 pulgadas cúbicas. Diámetro y carrera: 3.68 x 3.13 pulgadas. Relación de compresión: 8.0:1. Potencia: 120hp a 4400 rpm. Carburador: Motorcraft de una garganta. Siete cojinetes principales. Número de serie código de T.

### 1971
El Maverick 1971 se mantuvo sin cambios de los últimos dos años, excepto por la adición de un sedán de cuatro puertas y una versión “Grabber” para el dos puertas. Asimismo, el motor V-8 de 302 pulgadas cúbicas estuvo disponible por primera vez. El "302" demostró ser un actor activo en small-body y en la edición especial del dos puertas “Grabber” que se introdujo para mejorar la imagen de desempeño.

#### Neumáticos
- Tamaños de neumáticos: 6.45 x 14 (6,50 x 14 en modelos V-8)

#### Motores
- Válvula a la cabeza. Bloque de hierro fundido. Desplazamiento: 170 pulgadas cúbicas. Diámetro y carrera: 3.50 x 2.94 pulgadas. Relación de compresión: 8.7:1. Potencia: 100hp a 4200 rpm. Carburador: Motorcraft de una garganta. Siete cojinetes principales. Número de serie código U.
- Válvula a la cabeza. Bloque de hierro fundido. Desplazamiento: 200 pulgadas cúbicas. Diámetro y carrera: 3.68 x 3.13 pulgadas. Relación de compresión: 8.7:1. Potencia: 115hp a 4000 rpm. Carburador: Motorcraft de una garganta. Siete cojinetes principales. Número de serie código de T.
- Válvula a la cabeza. Bloque de hierro fundido. Desplazamiento: 250 pulgadas cúbicas. Diámetro y carrera: 3.68 x 3.91 pulgadas. Relación de compresión: 9.0:1. Potencia: 145hp a 4000 rpm. Carburador: Motorcraft de una garganta. Siete cojinetes principales. Número de código de serie L.
- Válvula a la cabeza. Bloque de hierro fundido. Desplazamiento: 302 pulgadas cúbicas. Diámetro y carrera: 4.00 x 3.00 pulgadas. Relación de compresión: 9.0:1. Potencia: 210hp a 4600 rpm. Carburador: Motorcraft dos gargantas. Cinco cojinetes principales. Número de serie Código F.

### 1972

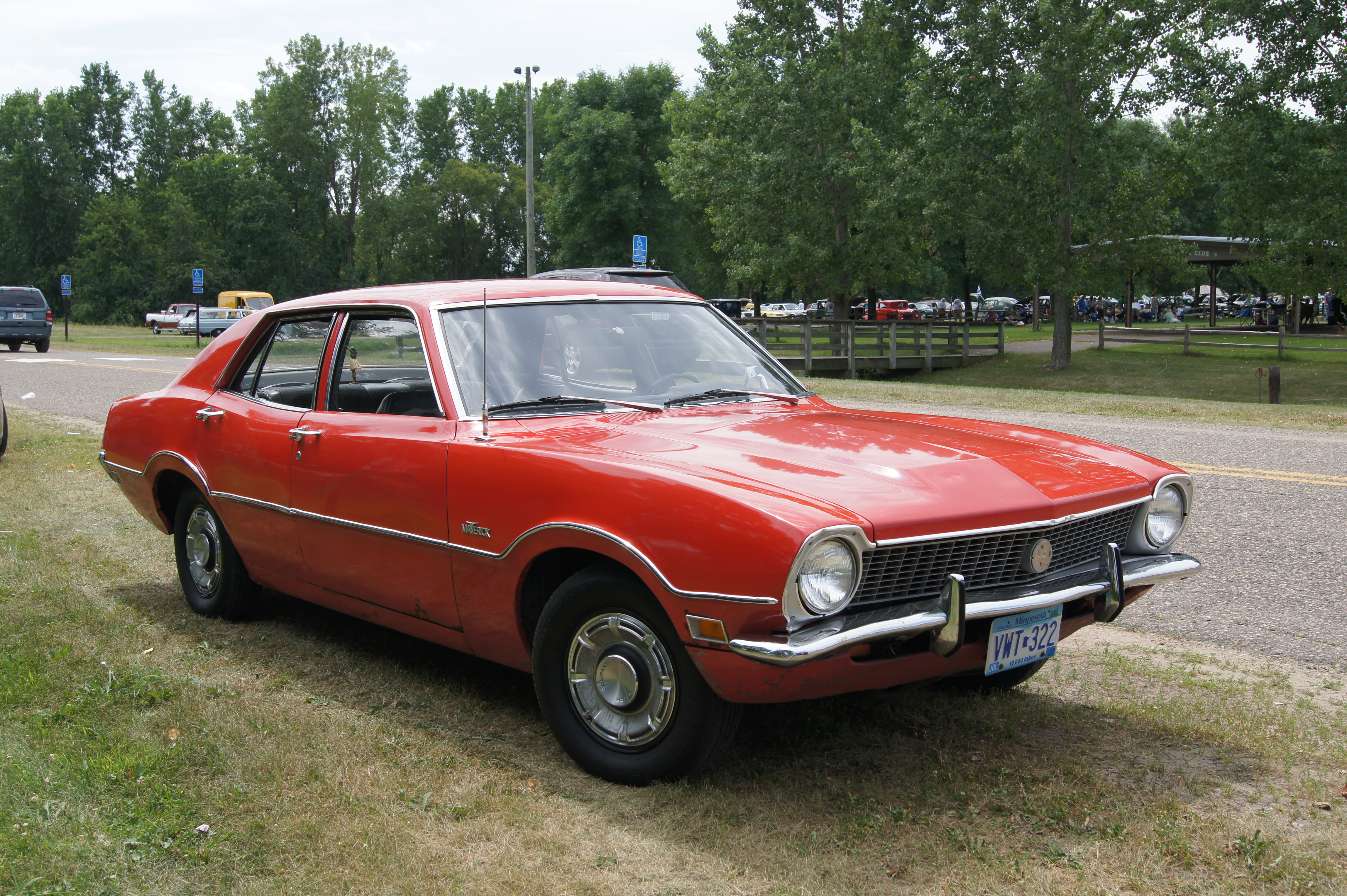
Sedán de 1972.

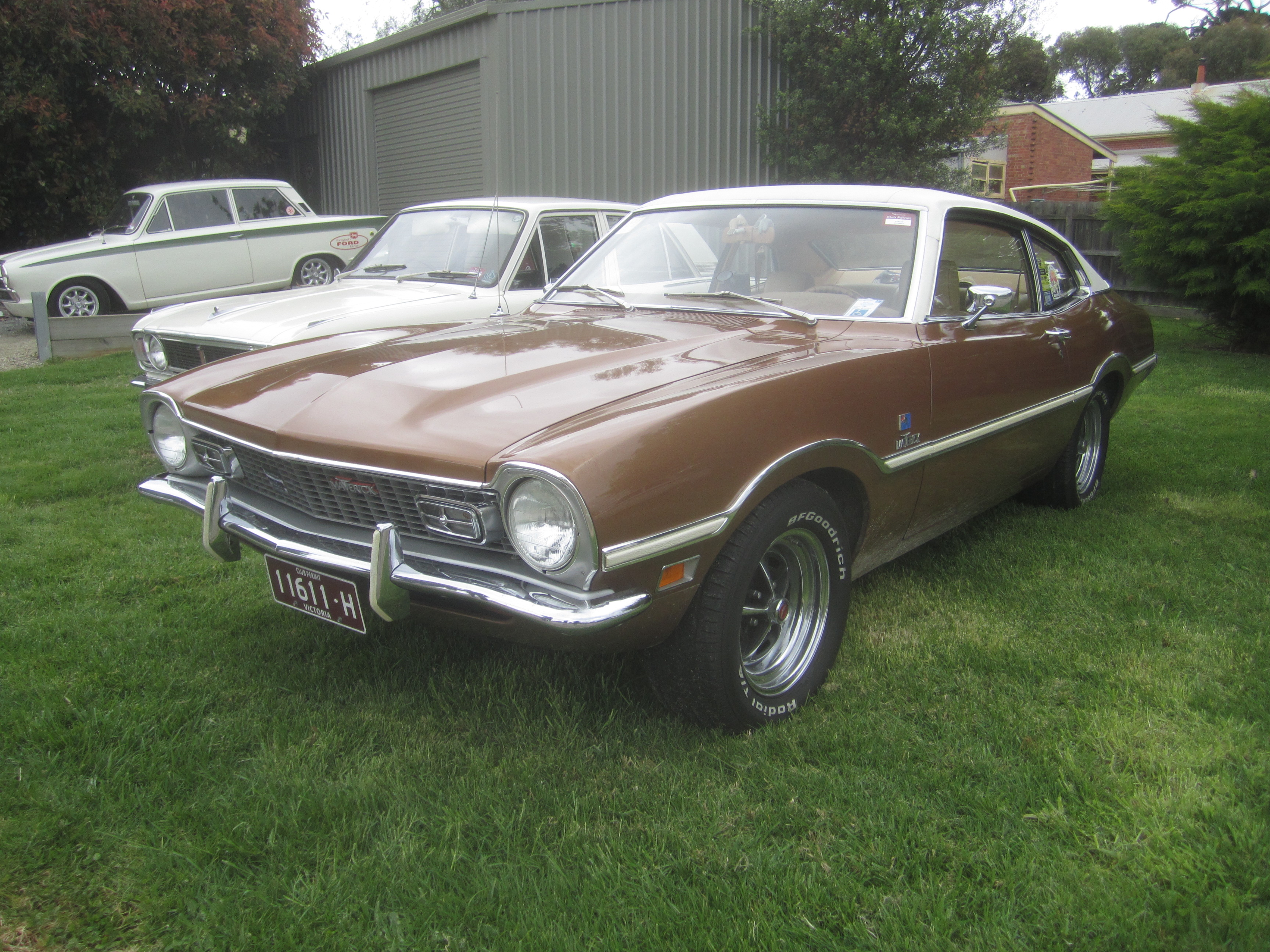
Sedán de dos puertas de 1972.

#### Neumáticos
- Tamaños de neumáticos: (V-8) C78-14 cara negra sin cámara, (otros modelos) 6.45 x 14 cara negra sin cámara.

#### Motores
- Válvulas a la cabeza. Bloque de hierro fundido. Desplazamiento: 170 pulgadas cúbicas. Diámetro y carrera: 3.50 x 2.94 pulgadas. Relación de compresión: 8,3:1. Potencia neta: 82hp a 4400 rpm. Carburador: Motorcraft de una garganta. Siete cojinetes principales. Número de serie código U.
- Válvulas a la cabeza. Bloque de hierro fundido. Desplazamiento: 250 pulgadas cúbicas. Diámetro y carrera: 3.68 x 3.91 pulgadas. Relación de compresión: 8.0:1. Potencia neta: 98hp a 3400 rpm. Carburador: Motorcraft de una garganta. Siete cojinetes principales. Número de código de serie L.
- Válvulas a la cabeza. Bloque de hierro fundido. Desplazamiento: 302 pulgadas cúbicas. Diámetro y carrera: 4.00 x 3.00 pulgadas. Relación de compresión: 8.5:1. Potencia neta: 140hp a 4000 rpm. Carburador: Motorcraft dos gargantas. Cinco cojinetes principales. Número de serie Código F.

### 1973

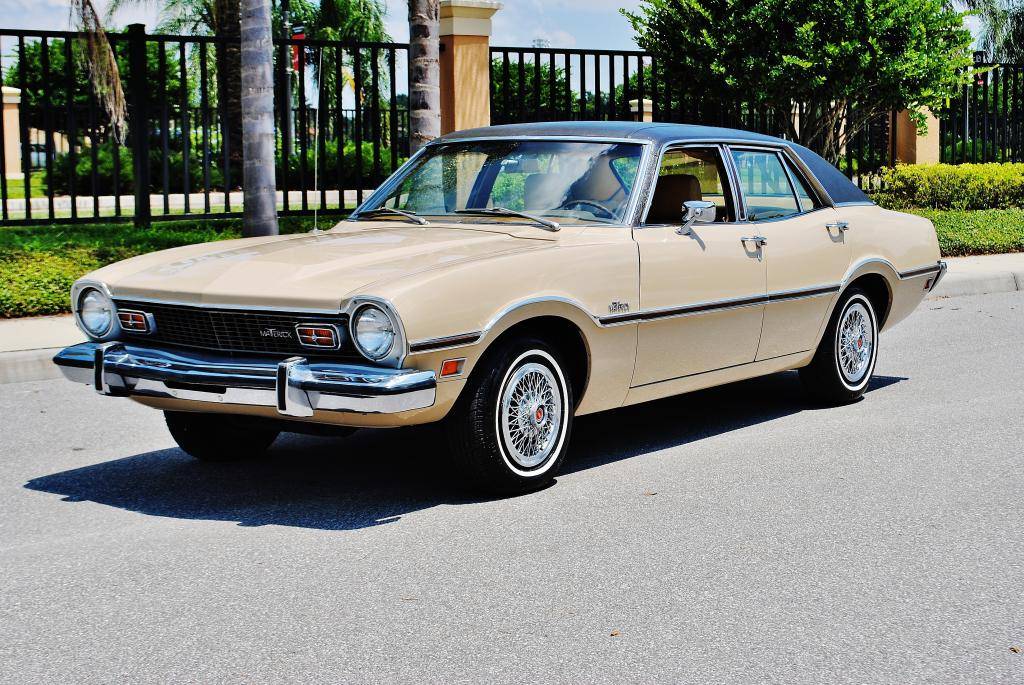
Modelo 1973.

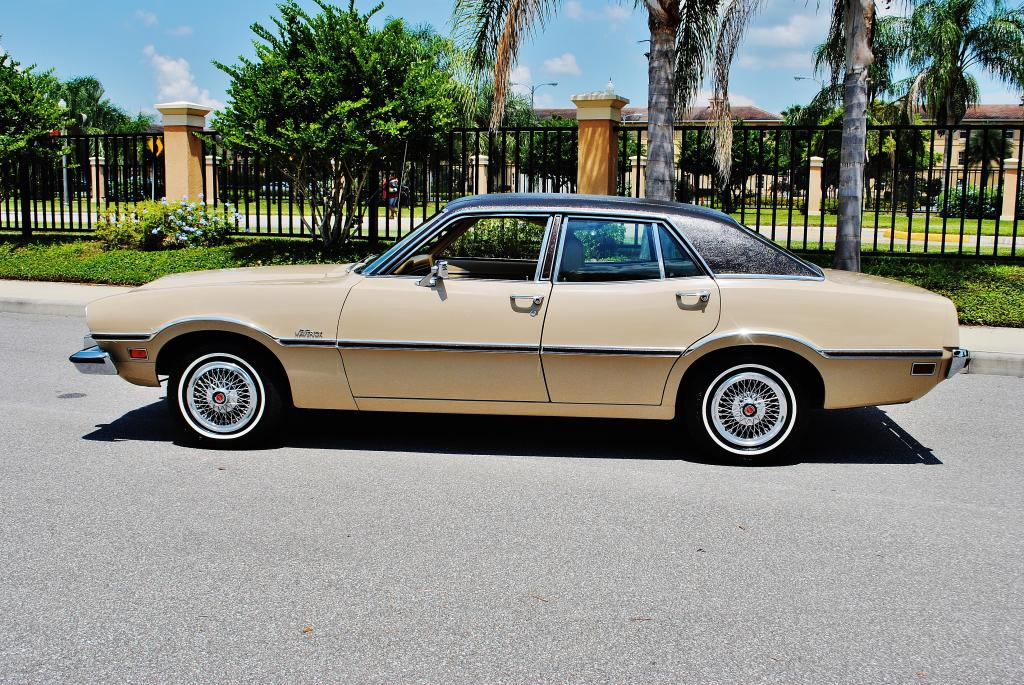
Sedán de cuatro puertas de 1973.

El Maverick básicamente salió igual al modelo 1972. Hubo, sin embargo, un aspecto ligeramente nuevo al frente con una defensa reforzada.

#### Neumáticos
- Tamaños de neumáticos:  (V-8) C78-14 cara negra sin cámara, (otros modelos) 6.45 x 14 cara negra sin cámara.

#### Motores
- Válvulas a la cabeza. Bloque de hierro fundido. Desplazamiento: 200 pulgadas cúbicas. Diámetro y carrera: 3.68 x 3.13 pulgadas. Relación de compresión: 8,3:1. Potencia neta: 84hp a 3800 rpm. Carburador: Motorcraft una sola garganta. Siete cojinetes principales. Número de serie código de T.
- Válvulas a la cabeza. Bloque de hierro fundido. Desplazamiento: 250 pulgadas cúbicas. Diámetro y carrera: 3.68 x 3.91 pulgadas. Relación de compresión: 8.0:1. Potencia neta: 88hp a 3200 rpm. Carburador: Motorcraft una sola garganta. Siete cojinetes principales. Número de código de serie L.
- Válvulas a la cabeza. Bloque de hierro fundido. Desplazamiento: 302 pulgadas cúbicas. Diámetro y carrera: 4.00 x 3.00 pulgadas. Relación de compresión: 8.0:1. Potencia neta: 135hp a 4200 rpm. Carburador: Motorcraft dos gargantas. Cinco cojinetes principales. Número de serie Código F.

### 1974

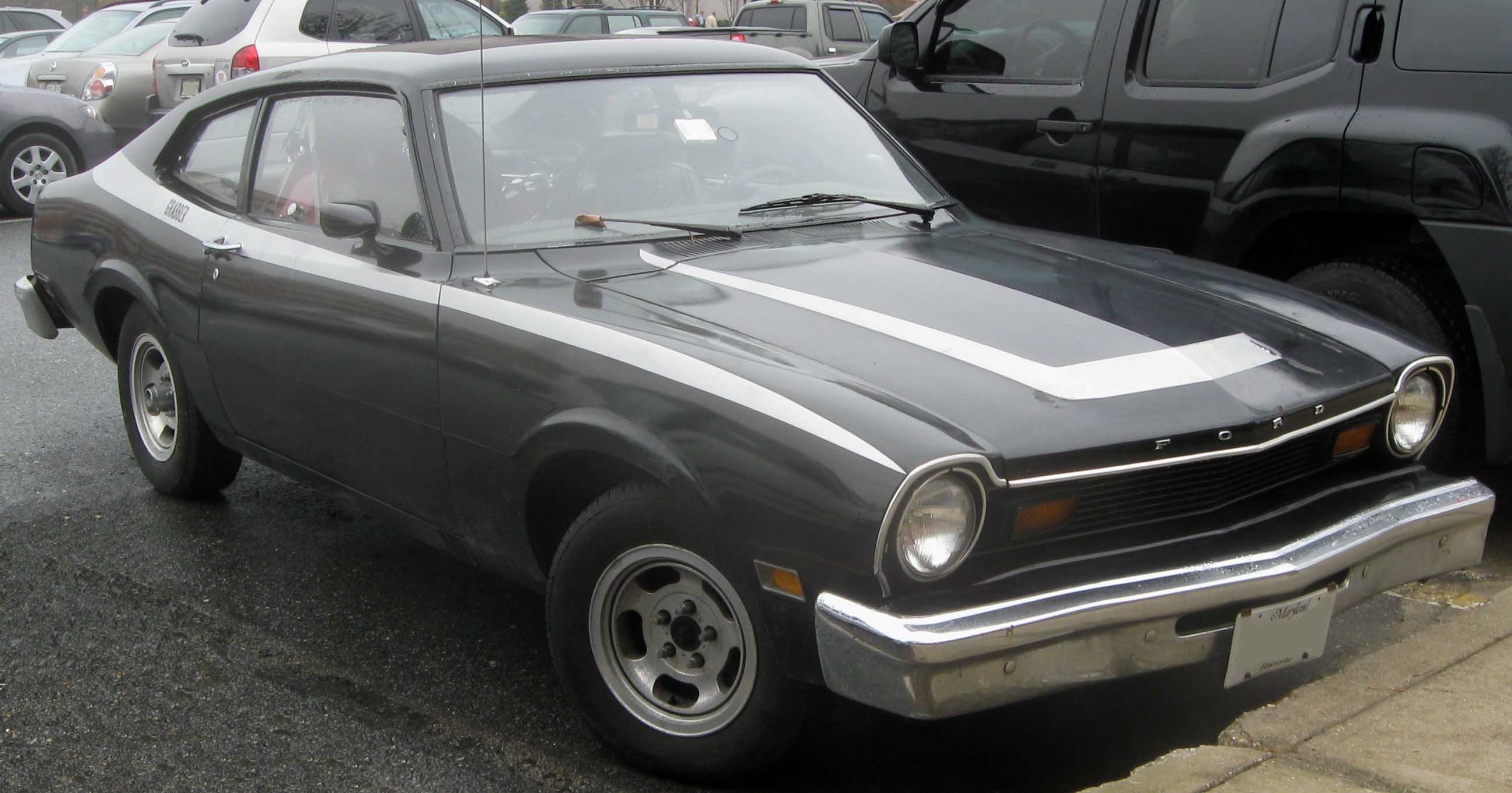
Versión Grabber con nuevas defensas con absorción de energía.

El Maverick tuvo un ligero rediseño frontal en 1974, como unas defensas con absorción de energía. Una ranura horizontal apareció en el centro de la barra donde se coloca la matrícula. Los modelos de lujo cuentan con molduras laterales con insertos de vinilo; polveras con molduras y, en los coches con techo de vinilo, una placa de Maverick en el pilar trasero en el techo. En todos los modelos, una placa de identificación se colocó en el lado izquierdo de la parrilla. Cabe resaltar que el tipo de defensas cambia para el mercado en Estados Unidos, en México se mantiene con una defensa mediana hasta el modelo de 1975.

#### Neumáticos
- Tamaños de neumáticos: (modelo de dos puertas) 6.45 x 14; (modelo de cuatro puertas) C78-14, (de mano) D70-14.

#### Motores
- Válvulas a la cabeza. Bloque de hierro fundido. Desplazamiento: 200 pulgadas cúbicas. Diámetro y carrera: 3.68 x 3.13 pulgadas. Relación de compresión: 8,3:1. Potencia neta: 84hp a 3800 rpm. Carburador: Motorcraft una sola garganta. Siete cojinetes principales. Número de serie código de T.
- Válvulas a la cabeza. Bloque de hierro fundido. Desplazamiento: 250 pulgadas cúbicas. Diámetro y carrera: 3.68 x 3.91 pulgadas. Relación de compresión: 8.0:1. Potencia neta: 91hp a 3200 rpm. Carburador: Motorcraft una sola garganta. Siete cojinetes principales. Número de código de serie L.
- Válvulas a la cabeza. Bloque de hierro fundido. Desplazamiento: 302 pulgadas cúbicas. Diámetro y carrera: 4.00 x 3.00 pulgadas. Relación de compresión: 8.0:1. Potencia neta: 140hp a 3800 rpm. Carburador: Motorcraft dos gargantas. Cinco cojinetes principales. Número de serie Código F.

### 1975
Originalmente programado para ser reemplazado por la Nueva Granada, la existencia de Maverick se extendió pasada la crisis energética de energía de 1974. El sedán y el deportivo “Grabber” aparecen con mejoras en el interior y exterior; carpeta de pelo más fino, un volante de lujo como equipo estándar y una base de seis cilindros de 200 pulgadas cúbicas. Letras Ford de bloque se añadió a lo largo del borde del cofre y la ranura en el centro de la defensa delantero se redujo ligeramente en anchura. Las nuevas opciones incluyen frenos de disco de potencia y una tapa de la cubierta montada en rack para equipaje. Un convertidor catalítico fue requerido con el motor de base, mientras que el opcional de seis cilindros de 250 pulgadas cúbicas o 302-cid V-8 venían sin esta pieza impopular de los equipos. Los neumáticos radiales también fueron agregados a la lista de equipo regular. A los compradores se les dio la opción de combinaciones de interior azul, negro o marrón (como en el pasado) o la nueva tapicería verde.

#### Neumáticos
- Tamaños de neumáticos: (de mano) DR70-14, (otros modelo de dos puertas) BR78-14, (modelo de cuatro puertas) CR78-14.

#### Motores
- Válvulas a la cabeza. Bloque de hierro fundido. Desplazamiento: 200 pulgadas cúbicas. Diámetro y carrera: 3.68 x 3.13 pulgadas. Relación de compresión: 8,3:1. Potencia neta: 75hp a 3200 rpm. Carburador: Motorcraft en una garganta. Siete cojinetes principales. Número de serie código de T.
- Válvulas a la cabeza. Bloque de hierro fundido. Desplazamiento: 250 pulgadas cúbicas. Diámetro y carrera: 3.68 x 3.91 pulgadas. Relación de compresión: 8.0:1. Potencia neta: 72hp a 2900 rpm. Carburador: Motorcraft en una garganta. Siete cojinetes principales. Número de código de serie L.
- Válvulas a la cabeza. Bloque de hierro fundido. Desplazamiento: 302 pulgadas cúbicas. Diámetro y carrera: 4.00 x 3.00 pulgadas. Relación de compresión: 8.0:1. Potencia neta: 129hp a 3800 rpm. Carburador: Motorcraft dos gargantas. Cinco cojinetes principales. Número de serie Código F.

### 1976
En este año, la parrilla fue diseñada con una inclinación hacia adelante y una barra horizontal, dividida en dos secciones por una barra central vertical. Luces de estacionamiento estándares se montaron en la rejilla de plástico plateado; luces de reversa integradas en las luces traseras. Las luces de una sola lámpara al frente continuaron. La defensa delantero estrenó ranuras dobles, y el cofre mostró un bulto. El interior incluía un nuevo freno de estacionamiento accionado por el pie. Los frenos de disco al frente ahora eran estándar. El motor base fue el de seis cilindros en línea de 200 pulgadas cúbicas (3.3 litros) con carburador de una sola garganta. Opciones: motor en línea de seis cilindros de 250 pulgadas cúbicas con transmisión manual de tres velocidades o automática. La capacidad de tanque de combustible se incrementó de 16 a 19,2 galones durante el año modelo de 1975. El rendimiento del kilometraje de los motores se mejoró con una relación 2.79:1 en el eje trasero, mejor calibración de los motores y la incorporación de un nuevo sistema de modulación para el EGR. El compacto Maverick utiliza una suspensión delantera “ball-join” con brazos cortos y largos. La suspensión trasera Hotchkiss usa resortes semi-elípticos (tres hojas). El equipo estándar incluye cambios en la columna totalmente sincronizados de tres velocidades, neumáticos C78 x 14, tapones en las ruedas, ventanas con vidrio curvado, marcas laterales iluminadas adelante y atrás. Descansabrazos tipo europeo y guantera con llave. El panel de instrumentos acolchado tenía dos hoyos para los indicadores. Los asientos de banca estándares se tapizaron con rayas al azar en tela u vinilo. El dos puertas contaba con una aleta en la ventana trasera. Un paquete “semental”, similar al Pinto, incluía parrilla negra, tapa de la cajuela, parte inferior de la carrocería, y el panel inferior trasero: más una gran calcomanía en el panel delantero. El paquete también incluye dos espejos exteriores, radiales cara blanca con cinturón de acero en ruedas estilizadas de acero, y suspensión de competencia. El dos puertas tiene una nueva cubierta de vinilo a tres cuartos del techo, el cuatro puertas tiene un techo de vinilo tipo "halo". Otras opciones incluyen asientos individuales; rayas de pintura que se extendía a lo largo del lado de la carrocería y sobre el techo, y radio AM y AM / FM con reproductor de cintas.

### 1977
Para su última temporada, Maverick cambia poco, excepto por algunos colores nuevos en carrocería e interiores, dos nuevos colores para el techo de vinilo, y una moldura con vinilo incrustado al costado del auto. Las nuevas opciones incluyen tapas de la ruedas con rayos, asientos de cubo de cuatro movimientos manuales, y la opción para altas altitudes. La opción V-8 302 tiene un nuevo carburador de Venturi variable. Todos los motores cuentan con encendido Dura-Spark. Hubo también una nueva transmisión manual de tres velocidades de relación. El velocímetro rediseñado mostraba millas y kilómetros. El Grupo de Decoración agregó un techo de vinilo con “halo”. El motor estándar era el seis cilindros en línea de 200 pulgadas cúbicas (3.3 litros). Opcionales eran el seis cilindros en línea de 250 pulgadas cúbicas o el V-8 de 302 pulgadas cúbicas. El equipo estándar incluía frenos delanteros de disco, transmisión manual de tres velocidades en la columna, freno de estacionamiento accionado por el pie con luz de advertencia, y un tanque de combustible de 19.2 galones. El asiento de banco completo contaba con un tapiz en tela y vinilo al azar. También de serie: tapicería del color del vehículo, descancabrazos con tiro para la puerta, cristales traseros abatibles; tapones de las ruedas brillantes, y riel de gotera brillante y molduras en los bordes de las polveras.

## En Brasil

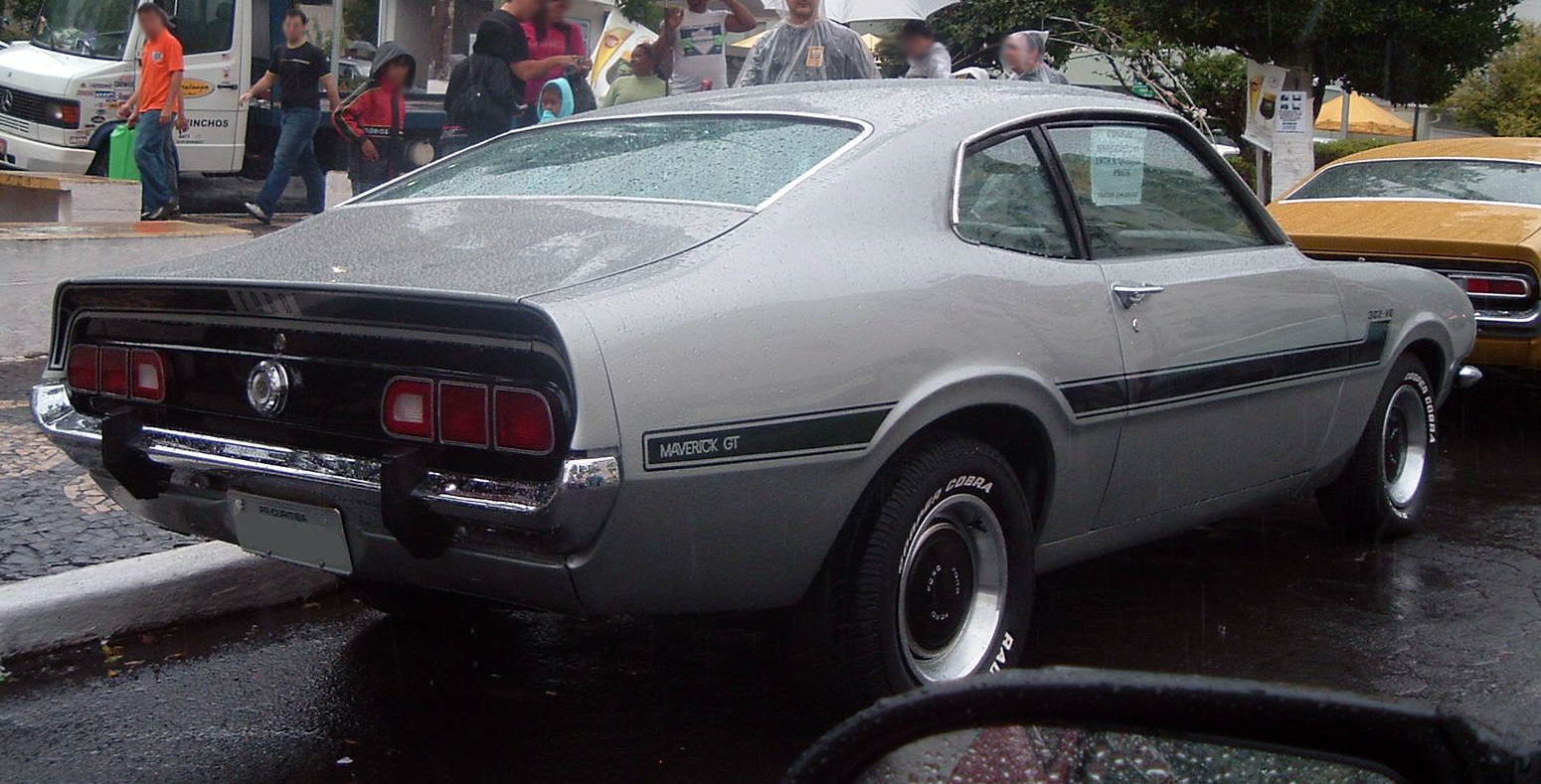
Versión GT de 1978 en Brasil.

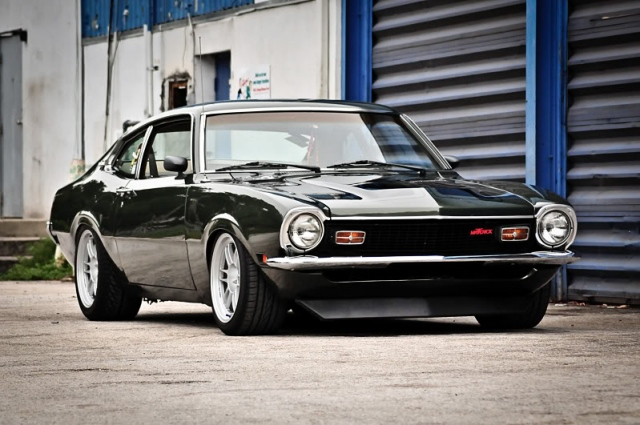
Personalizado en Brasil.

En 1968 la Ford Motor Company, que aún tenía operaciones pequeñas en el Brasil, adquirió el control accionario de la fábrica de Willys Overland en el país. Ford, finalizó luego el proyecto que la Willys venía haciendo, en conjunto con la fábrica francesa Renault, para sustituir el Dauphine y lanzó el muy exitoso Corcel. Más allá del nuevo compacto, fueron mantenidos en producción los modelos ya existentes, Aero Willys 2600 y su versión de lujo Itamaraty.
Sin embargo, los modelos de la Willys, que habían sido rediseñados en 1962 pero aún eran originarios de la posguerra, ya estaban bastante obsoletos en el inicio de la década de 1970. El Galaxie ya venía siendo fabricado desde 1967 pero era demasiado lujoso y caro, con accesorios como dirección hidráulica, aire acondicionado y transmisión automática. Y General Motors do Brasil con su marca Chevrolet, lanzó en 1968 el Opala, basado en el modelo europeo Opel Rekord y en el modelo americano Chevrolet Impala. Ford entonces, precisaba de un coche con estilo y para los padrones brasileños, de mediano-gran porte.
La fábrica organizó un evento secreto con 1.300 consumidores en que diferentes coches fueron presentados sin distintivos ni logotipos que permitiesen identificarlos - entre ellos estaban, el modelo Ford Taunus alemán, el Cortina de Ford Inglaterra, el Maverick y hasta un mismísimo Chevrolet Opala. Esa encuesta de opinión indicó que el moderno Taunus era el auto favorito de los consumidores brasileños para aquellos tiempos. 
Pero la producción del Taunus en Brasil, se mostró financieramente inviable, especialmente por la tecnología de la suspensión trasera eje rígido pero con espirales  y por su motor, pequeño y muy moderno para la época. Preocupada en no perder más tiempo, y con el Salón del automóvil de São Paulo aproximándose, Ford se inclinó por la producción del Maverick, que por tener originalmente motor de seis cilindrose en el cofre para albergar un motor ya fabricado para los modelos Willys, y su suspensión trasera de resortes semielípticos, era simple y ya estaba disponible. A pesar de que el motor Willys había sido concebido originalmente en la década de 1930, ese fue el medio que Ford encontró para economizar alrededor de US$ 70 millones, en investimientos para la producción del Taunus. Ese procedimiento, que más tarde llegaría al conocimiento público, acabó manchando la imagen del Maverick justo antes de su lanzamiento.
El viejo motor Willys, era aún demasiado grande para el cofre del Maverick y por eso Ford precisó hacer un rediseño en el colector de agotamiento, ya que en las pruebas esto causaba constantemente la quema de la junta de tapa. Para armonizar el problema, fue creada una galería externa de refrigeración específica para el cilindro más distante de la parrilla, con una manguera específica solo para este. La primera modificación en el motor 184 (3 litros), como era conocido en Engenharia de Produtos da Ford, fue la reducción de la relación de compresión a 7,7:1. Este motor, que en poco tiempo se convirtió en el mayor villano en la historia del Maverick en el Brasil, sería el motor básico de la línea, pues la fábrica ya preveía el lanzamiento del modelo con el famoso motor 302 V8, importado desde Canadá, como opcional. Datos recogidos por periodistae informaban que Ford gastó 18 meses y 3 millones de cruzeiros en ingeniería, y más de 12 millones de cruzeiros en manufactura, para modernizar el viejo motor 184.
Ford organizó un pré-estreno del Maverick con el motor 184 ante aproximadamente 40 periodistas el 14 de mayo de 1973 en el predio de su Centro de Pruebas. Al día siguiente a la presentación, el Jornal de la Tarde de São Paulo publicó un reportaje titulado "El primer paseo en el Maverick, donde el reportero Luis Carlos Secco, manejó un Maverick en la pista de pruebas de Ford en São Bernardo do Campo". Los comentarios fueron que el auto era silencioso, confortable y ágil.
El primer Maverick de producción nacional, abandonó la línea de montaje el 4 de junio de 1973. El público comenzaba a interesarse en el modelo desde el Salón del Automóvil de São Paulo 1972, cuando el coche fue presentado. lo que siguió fue una de las mayores campañas publicitarias de la industria automovilística nacional, contando inclusive con filmaciones en los Andes y Bolivia.
La presentación oficial a la prensa, ocurrió el día 20 de junio de 1973, en Río de Janeiro. Como parte de su campaña publicitaria, el primer ejemplar fue sorteado. En tanto, en el Autódromo Internacional de Río de Janeiro, en Jacarepaguá. fue realizado un test-drive, donde los periodistas invitados pudieron conducir nueve Mavericks, seis de ellos con motor de 6 cilindros y tres con el nuevo motor V8 302. En 2018, Rogério Ferraresi, en la ciudad de São Paulo, Brasil, creó un coche de pedales Ford Maverick. Era la primera vez que se producía este tipo de juguete basado en un Maverick.

## En competición

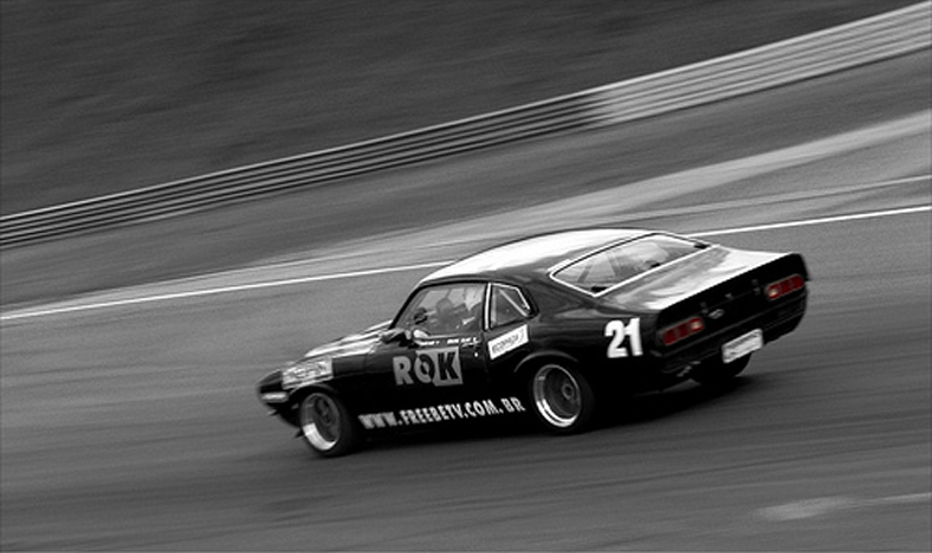
Automóvil de carreras.

Los Maverick equipados con el potente motor V8, tuvieron gran éxito en las pistas brasileñas, reinando desde 1973 a 1977 en prácticamente todas las pruebas de las cuales participó, como el Campeonato Brasileño de Turismo, pruebas de Endurance y la antigua Divisão 3. 
Algunos Maverick recibieron extensas modificaciones, como por ejemplo el modelo construido por Ford especialmente para la División 3, por intermedio del preparador Luiz Antonio Greco. el motor recibió, entre otras cosas, pistones de aluminio Gurney-Weslake, iguales a los usados en el GT40, especial de válvulas y 4 carburadores de doble cuerpo Weber 48 IDA. Siguiendo relatos, con esta modificación el motor alcanzaba una potencia de 450 cv netos, cerca de 3 veces la potencia original.
En el Campeonato Brasileño de Turismo el archirrival del Maverick era el Chevrolet Opala, un coche un poco más liviano y económico, con un motor de 6 cilindros y 4,1 litros. Tal disputa duró hasta la retirada del apoyo oficial de Ford Motor de Brasil a esta competición, lo que acabó originando el Campeonato Brasileño de Stock Car, una categoría que por años fue monomarca y solo corrían los Opalas.
Grandes pilotos estuvieron sobre los mandos de los Maverick en las competiciones, entre ellos José Carlos Pace, Bob Sharp, Edgar Mello Filho, Paulo Gomes o "Paulão" y el argentino Luis Rubén Di Palma.
A partir de los años 90, debido a la mayor facilidad de importación en el Brasil, muchos propietarios equiparon sus Maverick con partes para alta performance de origen norteamericano, lo que hace que el auto sea largamente usado en carreras de cuarto de milla, que se multiplicaron en el país. En este tipo de pruebas, los Maverick tienen logrados grandes éxitos, siempre haciendo vibrar al público con el ronco sonido, característico de su 
potente motor.

## En la actualidad

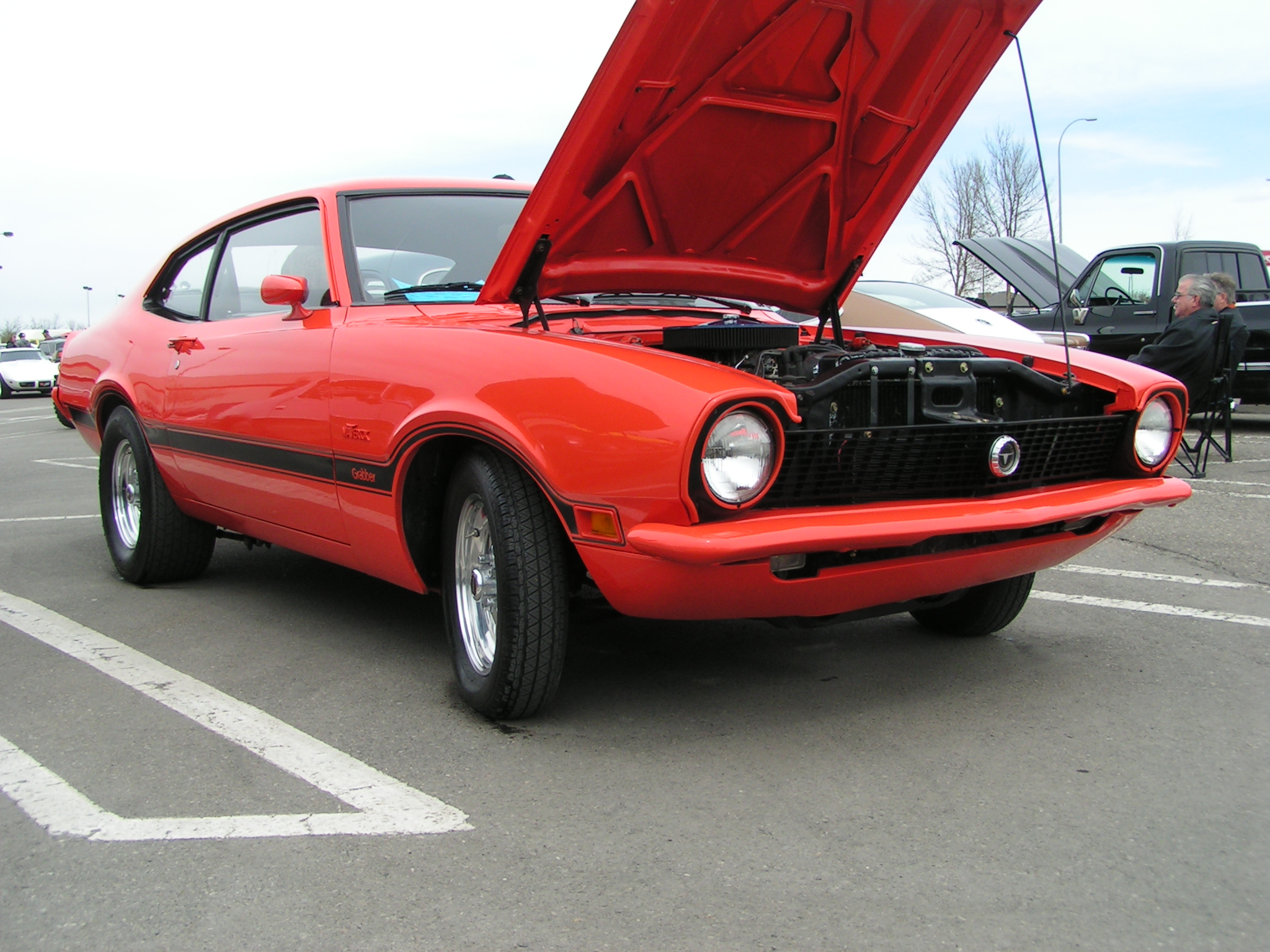
Versión Grabber.

Pasó a ser un auto de respeto por ser un auto ya considerado clásico, los modelos que más se coleccionan son el Ford Maverick 1970 por ser el primer año de introducción y más por su versión Grabber ya que contaba con colores especiales y accesorios distintos al convencional y darle un toque más deportivo, también otras versiones poco comunes y más especiales, tales como: Maverick Sprint y Maverick Stallion.
El Maverick se ha ido modificando de distintas maneras sin perder el toque deportivo de la época ya sea de las luces traseras incorporándole accesorios de otros vehículos como lo son luces de paro o calaveras de un Mustang Shelby de los años 1968 a 1970 así como las de Ford Thunderbird de los modelos 1964 y 1965, así también unas calaveras muy similares a las originales que son las del Mercury Bobcat o bien, calaveras del Mercury Comet, igualmente en el capo se ponen tomas de aire para darle ese aspecto más deportivo característico de las modificaciones de los 70s o bien cambiar el capo simple por el de los modelos Grabber, algo que no debe faltar en la mayoría de las modificaciones son anexarles llantas más grandes y anchas o bien rines más grandes siendo el favorito el modelo Torq Thrust de la marca American Racing o bien modelos usados por Mustang en su versión Bullitt. En estas modificaciones no deben faltar la modificación del sonido para que se escuche más agresivo y deportivo donde integran tubería más amplia así como resonadores y headers que le darán el toque deportivo requerido.
En cuanto a motores, podemos apreciarlos desde motores Ford 140 de 4 cilindros con turbo, el turbo es para proporcionar más fuerza al motor, más de los motores que podemos observarle son los 6 en línea de 200 y 250, entre los más comunes, el clásico 289, el 302, hablando con palabras mayores entre sus modificaciones más sencillas esta el usar un motor 351w o 351c, o modificar un small block 302 a un 347 stroker.
Los coleccionistas tratan de mantener el coche lo más original posible, en algunos casos con accesorios de época. El valor de estos Ford depende de su nivel de restauración y modificación. Este auto actualmente es uno de los que podemos apreciar en las calles ya que en años recientes sus restauraciones se están dando mucho en varios países de Norteamérica, Centroamérica y Sudamérica por mencionar los más significativos se encuentra en Estados Unidos, Canadá, México y Brasil por lo que el hermano menor del Mustang está dando mucho de que hablar en estos últimos años.
Como dato curioso a partir del año 1993 se convocan los primeros clubes de FORD MAVERICK en distintos países por mencionar algunos se encuentran Maverick/Comet Club International teniendo su sede origen el estado de Ohio respectivamente en Xenia y actualmente distribuido en muchos más estados de la unión americana, Canadá y México.
En Brasil la pasión por esta marca no es cuestión de juego, sino de una vida y un auto de culto entre ellos se encuentra Maverick Clube do Brasil que surge en el año 2008 el cual fue el primer club brasileño reconocido y licenciado por Ford Motor Company y desde ese año se siguen reuniendo los apasionados del modelo, por otra parte se encuentra el Maverick Clube do Curitiba que tiene su origen en 1999 con sede en Curitiba, Brasil el cual tiene gran trayectoria en el mundo de los autos.